# CZ 75
Le CZ 75 est un pistolet tchèque produit depuis 1975 par Česká Zbrojovka pour l'exportation. Reprenant le fonctionnement du Browning Hi-Power, c'est une arme qui est réputée pour ses qualités de confort, de précision et de fiabilité. Utilisée par la police tchèque et turque ainsi que par plusieurs services de police américains, l'arme est considérée par certains comme la meilleure arme pour le tir sportif et le tir de visée de sa catégorie. Le spécialiste des armes à feu, le colonel Jeff Cooper, considérait à ce titre, le CZ 75, du moins sa version originale, comme le meilleur pistolet de service de calibre 9 mm jamais fabriqué.
Ce qui lui vaut un certain nombre de clones produits un peu partout dans le monde. Parmi ces dérivés, les Tanfoglio TA 95 italiens et les Jericho 941 israéliens sont les plus diffusés.
À l'origine le CZ 75 est un pistolet double action. Une sécurité supplémentaire sur le percuteur a été intégrée à la fin des années 1980. Les versions équipées de cette sécurité supplémentaire sont désignées avec un B comme suffixe. Récemment[Quand ?]a été lancée une version ultra compacte appelée 2075 RAMI  (9 mm Parabellum et .40 S&W) existant en version acier ou polymère.
Le pistolet tout en acier est doté d'une culasse verrouillée et d'un canon basculant avec des pattes de verrouillage radiales, fonctionnant avec un recul court. Il utilise un chargeur à colonnes décalées . La glissière se déplace à l'intérieur des rails du châssis plutôt qu'à l'extérieur, ce qui permet un ajustement plus serré de la glissière au châssis et augmente le potentiel de précision.

## CZ 75 Pré-B:

### Le CZ75 premier modèle original dit rail court (ou "short rail")
Les premiers modèles de CZ 75 fabriqués entre 1975 et 1979 sont faits dans un acier forgé directement au marteau de très haute qualité, avec une finition faite main du fait du faible cout de la main d’œuvre dans la Tchécoslovaquie socialiste. Ces modèles sont parmi les plus rares et recherchés dans le domaine de la collection (moins de 14 697 exemplaires de cette version qualitative furent fabriqués entre 1975 et 1979).
Une partie de ces CZ 75 short rail furent exportés en Rhodésie, où ils furent utilisés durant la guerre du bush. Ces derniers ont, en plus de leurs numéros de série classique, un numéro commençant par "RAxxx" sur le cadre et la glissière.
Des CZ 75 short rail furent aussi exportés et proposés sur le marché civil ouest-allemand, par l'entreprise tchécoslovaque Merkuria. Ces CZ 75 short rail exportés en Allemagne ont l'inscription "FWW" gravé sur le pontet.

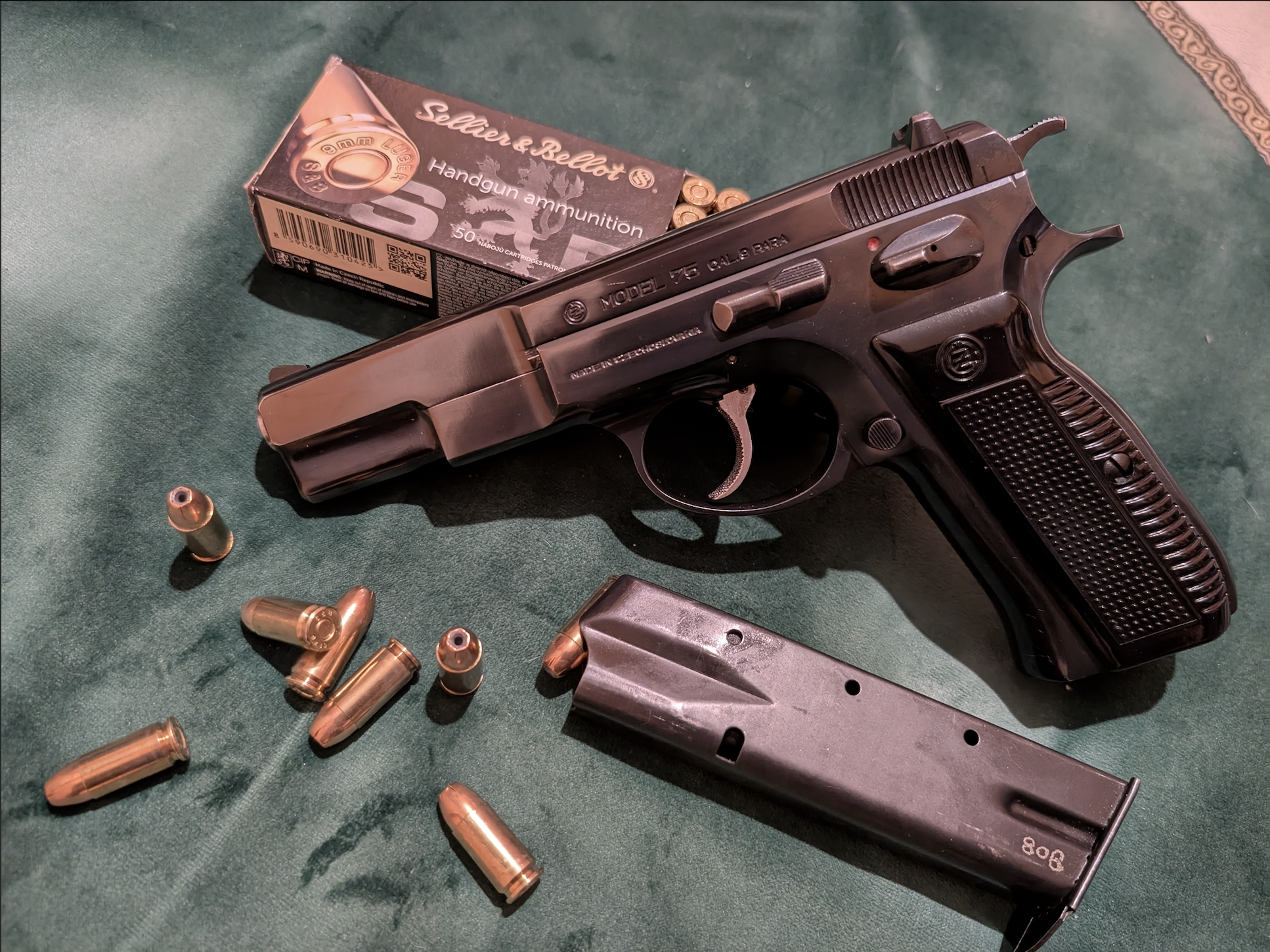
La première version (réputée la plus qualitative) du CZ 75, fabriquée de 1975 à 79, en acier forgé et avec des rails courts.

### CZ 75 Pre-B à partir des années 80
Dans le but d'augmenter sa production de CZ75 à moindre cout afin de l'exporter plus massivement, l'entreprise Česká Zbrojovka chercha d'autres sources d'approvisionnement pour la fabrication des carcasses en acier du pistolet à la fin des années 70. Des négociations sur la production de pistolets en dehors de la Tchécoslovaquie avaient déjà commencé en 1977 entre Merkuria (exportateur tchécoslovaque) et la société espagnole Alfa à Eiba. Un accord fut conclu en 1979 avec Alfa pour produire des carcasses moulées afin d'augmenter la production, au prix d'une baisse significative des finitions et d'un acier de qualité moindre par rapport aux modèles "shorts rails"  forgés en Tchécoslovaquie.
En mars 1979, des tests sur ces cadres moulés espagnols ont révélé des fissures. Il en a résulté la décision de renforcer le cadre et la glissière pour la conception de la deuxième génération du fait d'un acier de qualité moindre, faisant donc changer d'aspect le pistolet au niveau du rail, qui devient alors plus long.

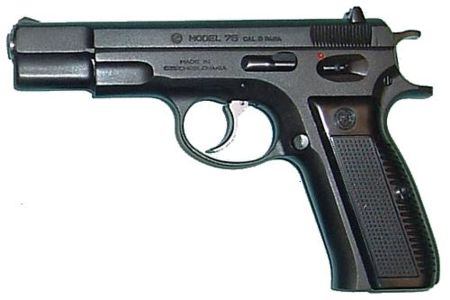
CZ 75 pre-B version rail allongé, fabriqué à partir des années 80, en acier moulé, dont une partie auront une carcasse fabriquée en Espagne.

Les premières carcasses moulés et fabriqués en Espagne arrivèrent en janvier 1980. Bien que cette coopération n'ait pas répondu aux attentes, elle aida CZ à augmenter considérablement sa production au début des années 1980. Au milieu des années 80 cependant, CZ avait cessé d'utiliser la source espagnole.
Plus tard, à la suite de la chute du mur, česká zbrojovka fut en mesure de reprendre entièrement la fabrication, y compris le moulage des carcasses en acier de meilleures qualités, mais n'atteindra plus la qualité du CZ75 original des années 70 en raison du cout prohibitif et du temps que l'entreprise pouvait consacrer à chaque modèle dans une logique s'orientant davantage vers la production de masse.

## CZ 75 B
La modification la plus importante fut peut-être l'ajout d'un bloc percuteur ou d'une sécurité antichute à la conception d'origine à la fin des années 80. Ces pistolets sont marqués CZ 75B. Ils constituent la majorité des CZ75 moderne vendus aujourd'hui sur le marché occidental, leurs arrivées coïncidant avec la chute du mur et des facilités d'exportations vers l'occident qui s'en sont suivit.

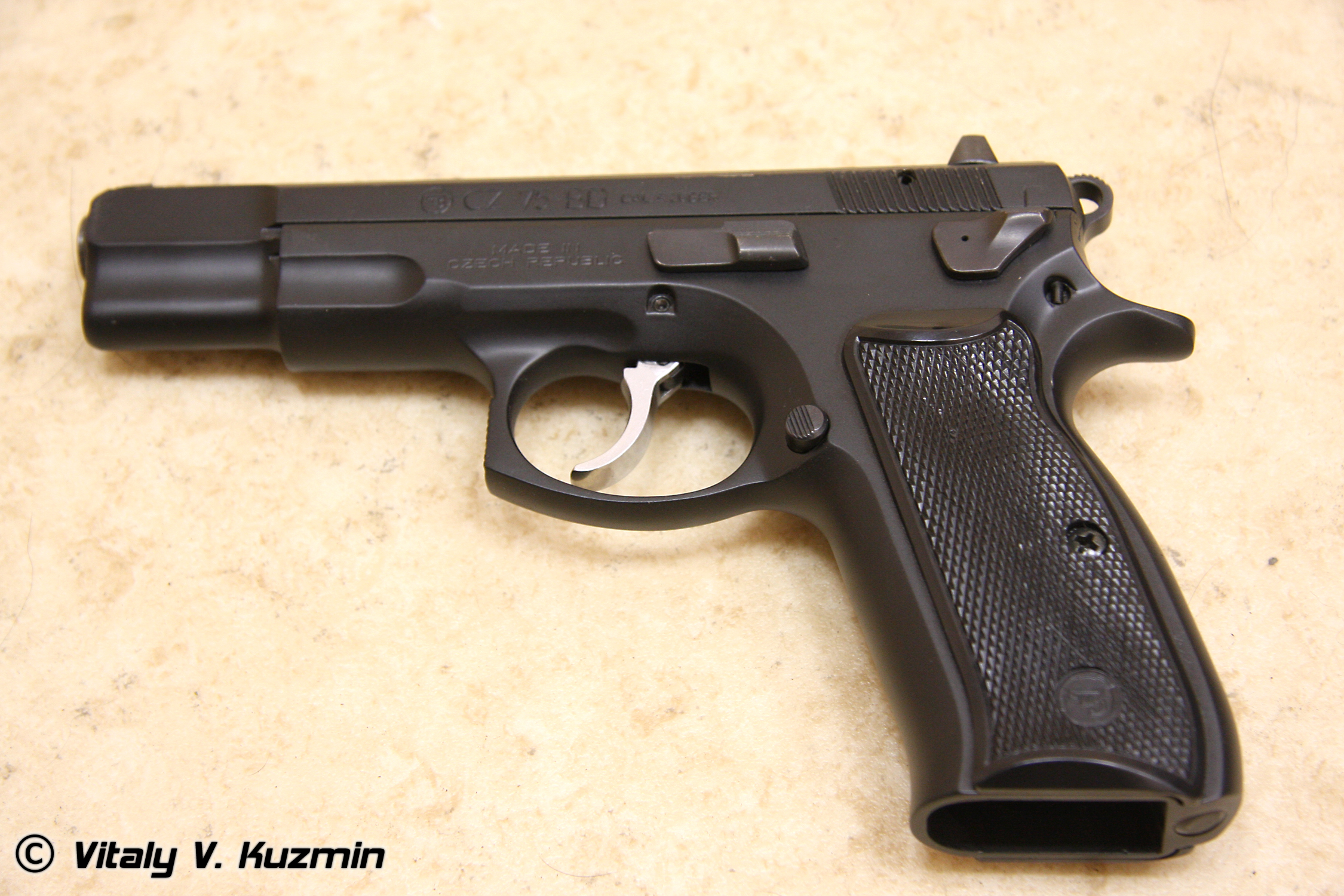
Version actuelle du CZ75 dit "CZ75 B"

À l'exception des pièces principales telles que le canon, la carcasse reste fabriquée par moulage pour plus de productivité (contrairement au CZ75 original des années 70 fabriqué en acier forgé).

## Mécanisme
Le CZ 75 peut etre utilisé en simple action uniquement ou en mode DA/SA en désarmant manuellement le marteau (tout en gardant une munition chambrée).
Le CZ 75 doit sa précision à la conception de son rail coulissant. La glissière se déplace à l'intérieur du cadre à l'inverse d'une disposition conventionnelle où la glissière glisse sur les rails du cadre. En conséquence, la glissière se trouve bas dans le cadre, ce qui donne un axe d'alésage bas avec moins de levier pour que le canon se lève et un meilleur contrôle en tir rapide.
De nombreuses versions de mécanismes existent :
- Double action et système de désarmement automatique pour le CZ 75 BD, CZ 75 BD compact et le CZ 75 P01 (règlementaire dans la Police tchèque depuis 2001).
- Double action uniquement, système de désarmement automatique et marteau non protubérant avec les CZ 75 DAO et 2075 RAMI.
- simple action et système de sécurité manuel sur le CZ 75 SA utilisé essentiellement pour la compétition.
- Tir automatique avec le CZ 75 automatic. À l'instar du Glock 18, ce pistolet est capable de tirer des rafales d'une cadence de 1000 coups par minute. Un chargeur supplémentaire peut être fixé à l'avant de l'arme où il sert de seconde poignée pour faciliter le contrôle de l'arme.
- Commandes ambidextres sous le nom de CZ 85.

## Calibre
Le CZ 75 est initialement chambré en 9 mm Parabellum et connaît également une version en .40S&W. La capacité de l'arme est :
- 15 coups en 9 mm Parabellum pour les premiers modèles
- 16 coups en 9 mm Parabellum pour les modèles récents
- 12 coups en .40 S&W
- 10 coups pour les armes vendues sur le marché américain dans les années 1990.

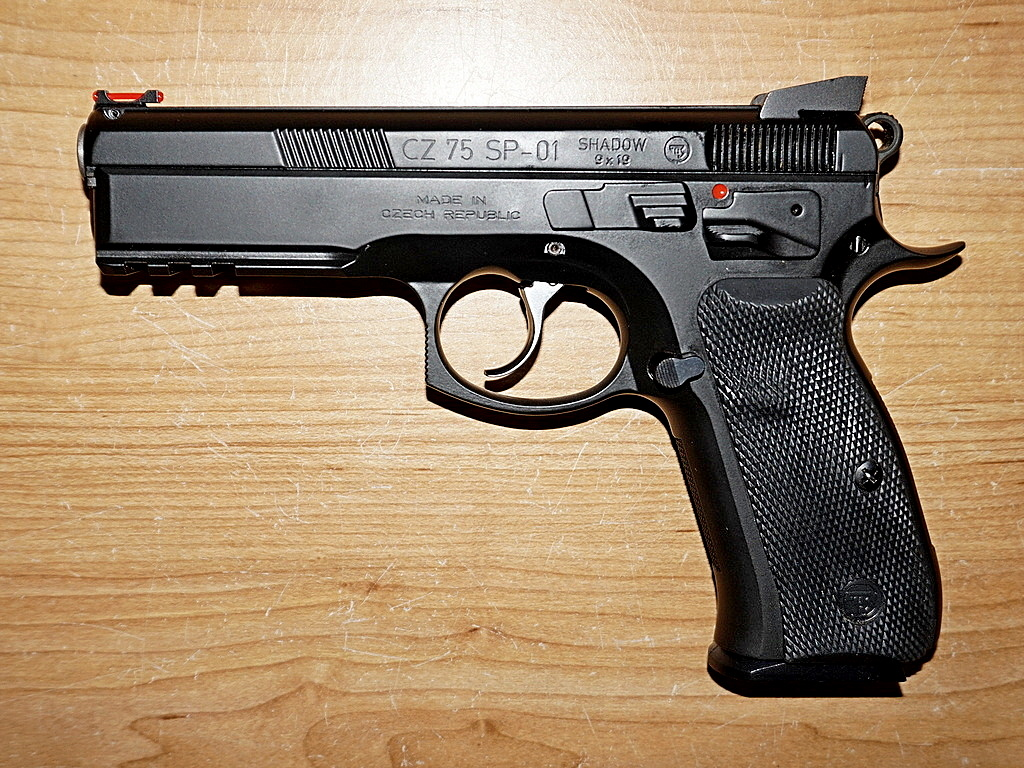
Version sportive et tactique du CZ75 dit "SP-01"

- Version sportive et tactique du CZ75 dit "SP-01"18+1 coups (CZ 75 SP01 Shadow 9mm Parabellum) conception pour le tir sportif uniquement destiné à l'IPSC, le TSV et sous réserves de quelques adaptations au TAR (Tir aux Armes Réglementaires).

## Spécifications CZ 75 Semi-Compact & CZ  75 compact
- Munitions : 9 mm Parabellum. Disponible aussi en .40 S&W
- Longueur : 18,6 cm
- Longueur du canon : 10 cm
- Poids non chargé : 0,960 kg (Semi-Compact) /  0,920 kg (Compact)
- Capacité : 16 coups (Semi-Compact) / 13 coups (Compact)
- Pression sur la détente : 3,7 kg (2 kg après certaines modifications)

## Diffusion
Outre la Tchéquie, le CZ-75 a été adopté par de nombreux militaires et policiers voire des guérilleros dans le monde. Il est ainsi en service au  Chili (FAMAE FN 750, Corée du Nord, Croatie, Grèce, Irak, Israël (Jericho 941); Lituanie, Pologne (Police), Roumanie (Pistolet Md. 2000); Russie (Police), Slovaquie, Soudan, Zimbabwe, etc.

## Dans la BD, la fiction audiovisuelle et les jeux vidéo
Le CZ 75 est visible dans de nombreux films de guerre dont En territoire ennemi, Forces spéciales (armant Zaïef, le chef des preneurs d'otages) et Le Pacificateur ou des polars comme Les Lyonnais, Un homme à part ou Mea Culpa . Dans le manga Gunsmith Cats, c'est l'arme favorite du personnage principal, Rally Vincent, qui détaille les qualités de l'arme, ainsi que les différences entre les versions civiles et militaires.
Il apparaît également dans l'épisode no 69 du manga animé City Hunter (Nicky Larson lors de sa diffusion dans Le Club Dorothée sur TF1) et aux côtés d'un personnage de Black Lagoon.+
Il arme enfin plusieurs criminels dans des séries TV comme Alerte Cobra, Julie Lescaut, etc

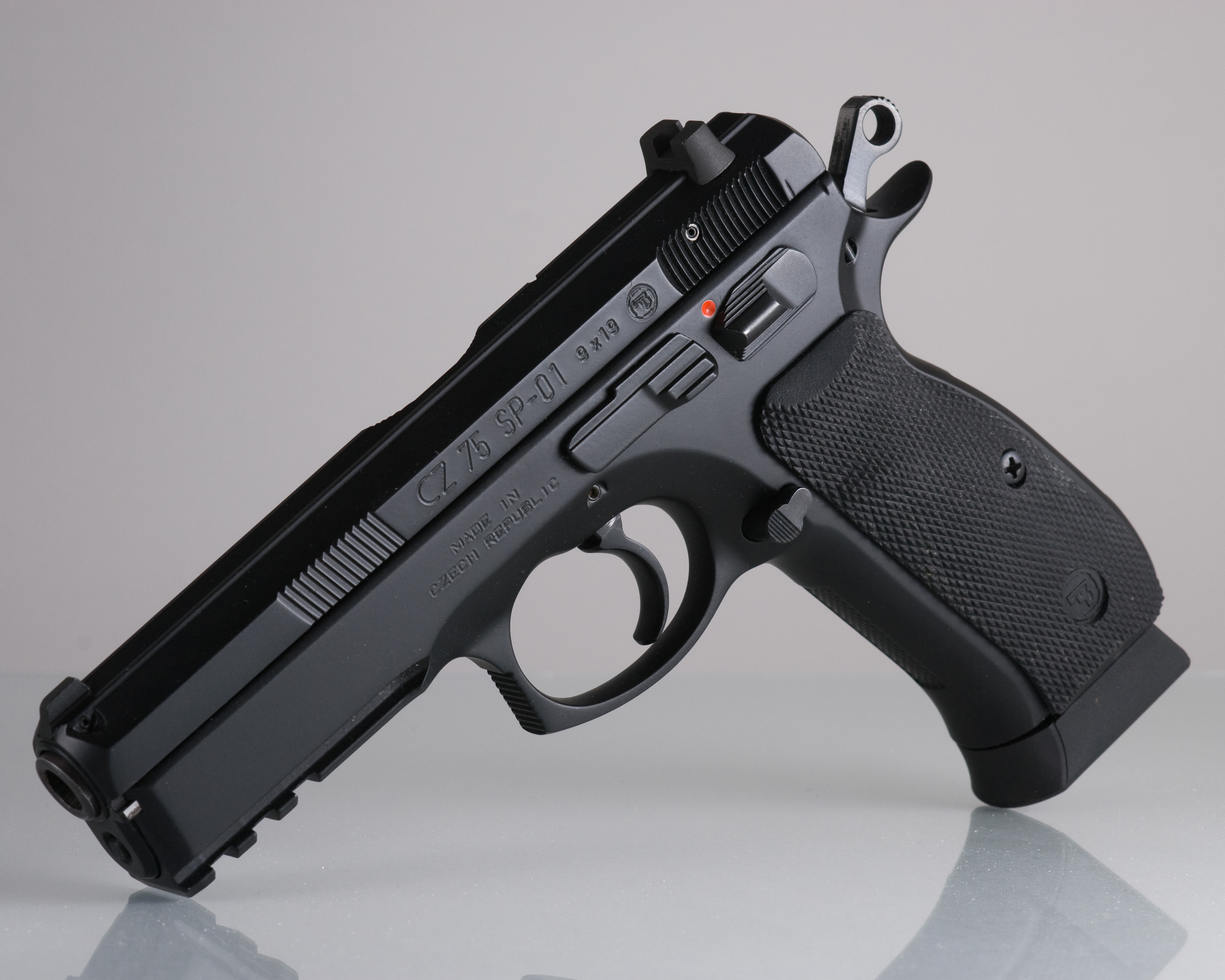
CZ 75 SP-01

Le CZ 75 est aussi présent dans les jeux vidéo Counter-Strike: Global Offensive, Call of Duty : Black Ops, Battlefield Hardline ou encore Tom Clancy's Rainbow Six: Siege (CZ 75 Auto).

## Sources
1. 1 2  (en) Wilburn Roberts, « CZ-USA 75: The Best 9mm Service Pistol? », 12 mars 2020 (consulté le 19 février 2025)
2. ↑  (en) J. Scott Rupp, « CZ-75 », 24 septembre 2010 (consulté le 19 février 2025)
3. 1 2  (ja) Kunitani Tadanoshi, « Analyse d'armes réelles pour une finition réaliste ! CZ75 Premier modèle », sur Arms Magazine, juillet 2020 (consulté le 17 février 2025)
4. ↑  « Rhodesian CZ-75s Pistols », sur https://www.worldmilitariaforum.com/, 9 juin 2021 (consulté le 3 mars 2025)
5. ↑  (en) « CZ 75 short rail - 1978 », sur https://www.1911forum.com/, 18 février 2021 (consulté le 3 mars 2025)
6. ↑  (cs) David Pazdera, CZ 75 Pribeh ceske legendy, Universum, 2020, 176 p.
7. ↑  (en) Bob Campbell, « Range Report: The Remarkable CZ 75 », 3 février 2016

Cette notice est issue de la lecture des revues spécialisées de langue française suivantes :
- Cibles (Fr)
- AMI/ArMI/Fire (B)
- Action Guns  (Fr)